# Емір Муратович
Емір Муратович (6 листопада 1996) — боснійський плавець.
Учасник Олімпійських Ігор 2020 року, де в попередніх запливах на дистанціях 50 і 100 метрів вільним стилем посів 42-ге і 45-те місця й не потрапив до півфіналів.